# Kythrea
Kythrea (grekiska: Κυθρέα/Κυθραία, turkiska: Değirmenlik) är en liten stad på Cypern, 10 kilometer nordost om Nicosia. Kythrea är under de facto-kontroll av Nordcypern. Antalet invånare var 3 284 (2011).